# Helicteres javensis
Helicteres javensis là một loài thực vật có hoa trong họ Cẩm quỳ. Loài này được Blume mô tả khoa học đầu tiên năm 1825.